# CITIC Securities
CITIC Securities Company Limited (SSE: 600030, HKEX: 6030) er en kinsesisk full-service investeringsbank. Investeringsbanken har en ledende position indenfor investering, brokerage, kapitalforvaltning og investeringsrådgivning. CITIC Securities blev etableret i 1995 og har hovedsæde i Beijing. Moderkoncernen er det statsejede CITIC Group.

## Børsnotering
6. januar 2003 blev CITIC Securities (Ticker: 600030.SH) børsnoteret på Shanghai Stock Exchange(SSE). 6. oktober 2011 blev CITIC Securities (Ticker: 6030.HK) børsnoteret på Hong Kong Stock Exchange(HKEX).

## Rank
I 2011 var CITIC Securities rangeret som Nr.1 i Kina indenfor investeringsbankforretninger, målt på den totale kapital og gæld der var indgået aftaler for. Nr. 1 i salg, handel og brokerage-forretninger målt på kapital og profit, samt nr.1 i kapitalforvaltning målt på AUM. CITIC Securities er også den største blandt Kinas investeringsbanker målt på totale aktiver, total kapital, totalomsætning og profit i 2011.

## Opkøb
I Juli 2012 opkøbte selskabet en aktiepost i "Credit Agricole SA CLSA" på 19,9 % for for 1,25 mia. US $ og yderligere 80,1 % opkøbes senere.